# Павел Панов
Павел Панов (болг. Павел Панов, 16 вересня 1950, Софія — 18 лютого 2018, Софія) — болгарський футболіст, що грав на позиції нападника. По завершенні ігрової кар'єри — тренер. Футболіст року в Болгарії (1977). Заслужений майстер спорту Болгарії (1975).
Виступав, зокрема, за «Левскі», а також національну збірну Болгарії, у складі якої був учасником чемпіонату світу 1974 року.

## Клубна кар'єра
У дорослому футболі дебютував виступами за команду «Септемврі», з якою виступав у нижчих лігах. У 1968 році дебютував у вищому дивізіоні Болгарії в складі софійського «Спартака», в першому сезоні забив 5 голів у 8 матчах.
22 січня 1969 року команда припинила своє самостійне існування і злилася з набагато титулованішим клубом «Левскі» під назвою «Левскі-Спартак», де і продовжив грати Панов, зігравши в чемпіонаті країни 297 матчів і забивши 131 гол. Неодноразово ставав чемпіоном і володарем Кубка Болгарії. У 1977 році став найкращим бомбардиром чемпіонату з 20 голами, в тому ж році був визнаний найкращим футболістом Болгарії. У 1975 і 1976 роках входив в топ-3 в голосуванні за найкращого гравця року. У єврокубках зіграв 36 матчів і забив 22 голи, в тому числі в Кубку чемпіонів — 9 матчів і 3 голи, в Кубку кубків — 13 матчів і 9 голів, в Кубку УЄФА — 14 матчів і 10 голів.
Завершив ігрову кар'єру у грецькій команді «Аріс», за яку виступав протягом сезону 1981/82 років.

## Виступи за збірну
У період з 1967 по 1969 рік він провів 28 матчів і забив 20 голів за юнацьку збірну Болгарії, в 12 з яких був капітаном і став чемпіоном Європи серед юніорів 1969 року у Східній Німеччині. Після цього він продовжував залишатися головною фігурою в молодіжній збірній Болгарії, зігравши за неї 26 ігор з 8 голами, а в 7 матчах був капітаном.
24 березня 1971 року дебютував в офіційних матчах у складі національної збірної Болгарії в олімпійському відбірковому турнірі проти Великої Британії (0:1). Перший гол за збірну забив 18 квітня 1973 року в грі Балканського кубка проти Туреччини (2:5). Згодом в рамках цього турніру, що тривав до 1976 року, зіграв ще у 3 іграх і став переможцем змагань.
У складі збірної був учасником чемпіонату світу 1974 року у ФРН, де зіграв у всіх трьох матчах Болгарії проти Швеції, Уругваю та Нідерландів, але болгари не виграли жодної гри та не змогли пройти груповий етап.
Загалом протягом кар'єри у національній команді, яка тривала 9 років, провів у її формі 44 матчі, забивши 13 голів і у семи матчах був капітаном команди.

## Кар'єра тренера
Після завершення ігрової кар'єри увійшов до тренерського штабу «Левскі». У 1986—1987 і 1989—1990 роках працював головним тренером клубу.
У 1991—1992 роках працював в Нігерії з клубом «Івуаньянву Нейшнл». Також очолював болгарські клуби «Хасково», «Септемврі» та «Ботев» (Пловдив). У 1992—1993 роках очолював молодіжну збірну Болгарії.
Навесні 2000 року очолив «Локомотив» (Софія), але був звільнений восени того ж року після поганого старту «Локомотива» в новому сезоні чемпіонаті. Він був призначений головою спортивно-технічної комісії при правлінні «Левскі». Також на початку XXI століття працював у Болгарському футбольному союзі, курував молодіжні та юнацькі збірні.
У червні 2006 року він став тренером «Родопи», але того ж року покинув посаду.
Помер 18 лютого 2018 року на 68-му році життя.

## Титули і досягнення
- Чемпіон Болгарії (4):

«Левскі»: 1969/70, 1973/74, 1976/77, 1978/79
- Володар Кубка Болгарії (5):

«Левскі»: 1969/70, 1970/71, 1975/76, 1976/77, 1978/79
- Чемпіон Європи (U-18): 1969

### Індивідуальні
- Футболіст року в Болгарії: 1977
- Найкращий бомбардир чемпіонату Болгарії: 1976/77 (20 голів)